# Киркерсвил (Охајо)
Киркерсвил (енгл. Kirkersville) град је у америчкој савезној држави Охајо.

## Демографија
По попису из 2010. године број становника је 525, што је 5 (1,0%) становника више него 2000. године.
| Група             | 2000.       | 2010.       |
| Белци             | 495 (95,2%) | 494 (94,1%) |
| Афроамериканци    | 6 (1,2%)    | 15 (2,9%)   |
| Азијати           | 1 (0,2%)    | 6 (1,1%)    |
| Хиспаноамериканци | 13 (2,5%)   | 3 (0,6%)    |
| Укупно            | 520         | 525         |